# Tasso Fragoso (Maranhão)
Tasso Fragoso é um município brasileiro situado no sul do estado do Maranhão, na região de Gerais de Balsas. Sua população estimada em 2022 era de 8 862 habitantes. O seu nome é em homenagem ao general e ex-presidente da República do Brasil, Augusto Tasso Fragoso.

## História
O começo da história deste município que é hoje o maior produtor de grãos do Estado do Maranhão, deve-se ao Sr. Marcelino Tavares Lira, homem desbravador procedente do município de Ribeiro Gonçalves, Estado do Piauí. Ao explorar e encantar-se com as riquezas naturais do nosso território, fixou-se e construiu a primeira casa na região, até então a área era parte integrante do município de Alto Parnaíba (MA). De modo que em frente à residência recém construída corria, perenemente, um  belo riacho que o desbravador batizou apropriadamente de "Brejo da Porta".
Após fixar-se em terras maranhenses, o bravo piauiense iniciou a exploração de lavouras cuja produção era destinada principalmente à subsistência da família. O povoamento deu-se com muita lentidão, já que o acesso à região era extremamente difícil, e isso, impedia sobremaneira, o movimento migratório, ocorrendo a entrada, apenas, de novos moradores vindos de município limítrofes.
Só na década de 40, o povoado começou a apresentar alguma representatividade, uma vez que surgiram pequenas casas de comércio e sobretudo o incentivo à pecuária.
Por conta desta evolução e, especialmente, pela lei 269 de 31 de dezembro de 1948, o povoado foi elevado à categoria de Vila com a denominação de Brejo da Porta e subordinado ao município de Alto Parnaíba. Anos depois, graças ao imenso prestígio do então Deputado Estadual, Sr. Didácio Coelho dos Santos, o distrito foi elevado à categoria de município, pela lei nº 2.108, de 19 de dezembro de 1961, sendo desmembrado definitivamente do município de Alto Parnaíba, com a nova denominação de município de Tasso Fragoso.
O nome foi dado em homenagem ao ilustre maranhense Augusto Tasso Fragoso, nascido em São Luís (MA), em 28 de agosto de 1869 e faleceu na Guanabara (RJ), em 20 de setembro de 1945. Foi General do Exército, Engenheiro Militar e Bacharel em Matemática e Ciência Físicas e Naturais, Historiador, Sociólogo e Astrônomo. Presidiu a Junta Governativa do País, quando da deposição do Presidente Washington Luís. 

## Geografia
O município de Tasso Fragoso possui uma extensão territorial de 4.369,316 quilômetros quadrados, ocupando a 15 posição entre os 217 municípios maranhenses em termos de área.

### Demografia
Segundo dados do Censo Demográfico de 2022, Tasso Fragoso contava com 8.862 habitantes, resultando em uma densidade populacional de aproximadamente 2,03 habitante por quilômetro quadrado. No contexto estadual, o município ocupava a 182 posição em número de habitantes e a 215 em densidade demográfica comparando-se com outros municípios do estado do Maranhão. A estimativa populacional para o ano de 2024 era de 9.106 habitantes.

### Educação
Em 2010, a taxa de escolarização de crianças entre 6 e 14 anos em Tasso Fragoso era de 96,8 %, colocando o município na 105 colocação entre os 217 do estado. Quanto ao Índice de Desenvolvimento da Educação Básica (IDEB) referente ao ano de 2023, os anos iniciais do ensino fundamental na rede pública apresentaram índice de 5,0 enquanto os anos finais atingiram 4,6.
| Taxa de escolarização de 6 a 14 anos de idade [2010]             | 96,8 %           |
| IDEB – Anos iniciais do ensino fundamental (Rede pública) [2023] | 5,0              |
| IDEB – Anos finais do ensino fundamental (Rede pública) [2023]   | 4,6              |
| Matrículas no ensino fundamental [2023]                          | 1.600 matrículas |
| Matrículas no ensino médio [2023]                                | 393 matrículas   |
| Docentes no ensino fundamental [2023]                            | 107 docentes     |
| Docentes no ensino médio [2023]                                  | 35 docentes      |
| Número de estabelecimentos de ensino fundamental [2023]          | 10 escolas       |
| Número de estabelecimentos de ensino médio [2023]                | 1 escolas        |

Fonte: IBGE

## Economia
Em 2021, o Produto Interno Bruto (PIB) per capita de Tasso Fragoso foi de R$ 272.095,76, valor que colocava o município na 1 posição entre os 217 do estado do Maranhão. Já em 2023, as receitas oriundas de fontes externas representavam 87,88 % do total arrecadado pelo município, o que o posicionava em 175 lugar no ranking estadual.
| PIB per capita [2021]                                                                           | 272.095,76 R$    |
| Índice de Desenvolvimento Humano Municipal (IDHM) [2010]                                        | 0,599            |
| Total de receitas brutas realizadas [2023]                                                      | 75.363.846,06 R$ |
| Transferências correntes (Percentual em relação às receitas correntes brutas realizadas) [2023] | 87,88 %          |
| Total de despesas brutas empenhadas [2023]                                                      | 61.158.532,21 R$ |

Fonte: IBGE
| Salário médio mensal dos trabalhadores formais [2022]                                             | 2,6 salários mínimos |
| Pessoal ocupado [2022]                                                                            | 1.710 pessoas        |
| População ocupada [2022]                                                                          | 19,30 %              |
| Percentual da população com rendimento nominal mensal per capita de até 1/2 salário mínimo [2010] | 49,3 %               |

Fonte: IBGE